# Jens Lehmann (cyklist)
Jens Lehmann, född den 19 december 1967 i Stolberg, är en tysk (till 1991 östtysk) tidigare bancyklist som var specialist på förföljelselopp såväl individuellt, där han blev världsmästare 2000 (även amatörvärldsmästare 1991), dubbel OS-silvermedaljör och åttafaldig tysk mästare, som i lag, med två OS-guld (1992 och 2000) och lika många VM-guld (1999 och 2000).
På landsväg blev han tysk mästare i individuellt tempolopp 1994.
Efter karriären arbetade Lehmann som lärare i Leipzig och 2017 blev han invald i den tyska förbundsdagen för CDU (återvald 2021).

## Meriter

### Landsväg
| 1994 Tysk mästare i individuellt tempolopp Vinnare av GP Telekom 1998 10:a i Grand Prix des Nations (ITT) 2000 Vinnare av prologen i Sachsen Tour | 2001 Vinnare av etapp 4b (ITT) i Hessen Rundfahrt 2:a i EnBW Grand Prix 2002 5:a totalt i Brandenburg Rundfahrt |

### Bana
| 1992 Olympisk mästare i lagförföljelselopp (med Guido Fulst, Michael Glöckner, Stefan Steinweg och Andreas Walzer) 2:a i individuellt förföljelselopp 2000 Olympisk mästare i lagförföljelselopp (med Guido Fulst, Robert Bartko och Daniel Becke) 2:a i individuellt förföljelselopp 1989 2:a i individuellt förföljelselopp (amatörer) 1991 Världsmästare i individuellt förföljelselopp (amatörer) Världsmästare i lagförföljelselopp (amatörer) 1993 2:a i lagförföljelselopp (öppen klass – med Andreas Bach, Guido Fulst och Torsten Schmidt) 1994 3:a i individuellt förföljelselopp Världsmästare i lagförföljelselopp (öppen klass – med Andreas Bach, Guido Fulst och Danilo Hondo) 1999 Världsmästare i lagförföljelselopp (med Guido Fulst, Robert Bartko och Daniel Becke) 2:a i individuellt förföljelselopp 2000 Världsmästare i individuellt förföljelselopp Världsmästare i lagförföljelselopp (med Guido Fulst, Daniel Becke och Sebastian Siedler) 2001 2:a i individuellt förföljelselopp 3:a i lagförföljelselopp 2002 2:a i lagförföljelselopp 3:a i individuellt förföljelselopp | 1994 2:a i individuellt förföljelselopp 1995 Tysk mästare i individuellt förföljelselopp 1996 2:a i individuellt förföljelselopp 1997 Tysk mästare i individuellt förföljelselopp 1998 Tysk mästare i individuellt förföljelselopp 1999 Tysk mästare i individuellt förföljelselopp 2000 Tysk mästare i individuellt förföljelselopp 2001 Tysk mästare i individuellt förföljelselopp 2002 3:a i individuellt förföljelselopp 2003 2:a i individuellt förföljelselopp 2004 Tysk mästare i individuellt förföljelselopp 2002/2003 3:a i Stuttgarts sexdagars (jan.) med Gerd Dörich |

#### Världsrekord[3]
31 juli 1992 – Barcelona
Amatörvärldsrekord (med Guido Fulst, Michael Glöckner, Stefan Steinweg) för fyramanna 4000 meter utomhus med 4.08,791 (sista noterade amatörrekordet)
16 augusti 1991 – Stuttgart
Världsrekord (med Michael Glöckner, Stefan Steinweg och Andreas Walzer) för fyramanna 4000 meter inomhus med 4.08,064 (därefter slaget av Australien den 20 augusti 1993)
19 september 2000 – Sydney
Världserekord  (med Guido Fulst, Robert Bartko och Daniel Becke) för fyramanna 4000 meter inomhus med 3.59,710 (första tiden under 4 minuter – därefter slaget av Australien den 1 augusti 2002)